# Mellerud (đô thị)
Đô thị Mellerud (Melleruds kommun) là một đô thị ở hạt Västra Götaland bên hồ Vänern ở Thụy Điển. Thủ phủ nằm ở thị xã Mellerud.
Năm 1969, Mellerud cũ (lập làm thị xã (köping) năm 1908) đã được sáp nhập với Bolstad, Kroppefjäll và Skållerud. Trước cuộc cải tổ đô thị năm 1952, có 10 đơn vị địa phương trong khu vực.
Mellerud, với nhiều lĩnh vực hoạt động phát triển, tọa lạc gần các tuyến đường huyết mạch như E45, cung cấp cơ hội lớn cho xây dựng mới và đầu tư đất. Nơi đây là điểm thuận lợi cho thuê mặt bằng trong ngành công nghiệp, bán lẻ và văn phòng.
Nằm trên tuyến đường Châu Âu 45 và tuyến đường sắt nối giữa Oslo và Gothenburg, Mellerud gần E6 và Cảng Uddevalla, tạo điều kiện thuận lợi cho giao thông vận tải. Kết nối nhanh chóng đến các sân bay, cảng quốc tế và khu vực là một điểm mạnh, đặc biệt là Cảng Gothenburg, cảng lớn nhất ở Scandinavia.
Với vị trí độc đáo, Mellerud là điểm đến du lịch nổi tiếng. Phía đông là bờ biển Hồ Vänern, phía nam là cảnh quan nông nghiệp, phía tây là Kroppe Fell với rừng, hồ và sông, cùng với phía bắc. Có hơn 800 km bờ hồ bên trong đô thị, và Kênh Dalsland uốn lượn từ Hồ Vänern đến Värmland.
Khu vực xung quanh hồ Upperud thu hút lượng du khách lớn, khoảng 1/4 triệu mỗi năm, với hệ thống dẫn nước độc đáo, Trung tâm Dalsland, Bảo tàng Nghệ thuật Dalsland, đường dài cho bộ, câu cá và chèo thuyền. Nơi này còn có nhiều lựa chọn về chỗ ở, nhà hàng và quán cà phê.

## Các đơn vị dân cư trực thuộc
Số liệu dân số từ Số liệu thống kê Thụy Điển tại thời điểm ngày 31 tháng 12 năm 2005.
- Mellerud, 3.796
- Dals Rostock, 885
- Åsensbruk, 530
- Bränna, 228
- Dalskog, 151
- Håverud, 150
- Köpmannebro, 76
- Erikstad, 58